# Ямище (Быховский район)
Я́мище (бел. Ямішча) — деревня в составе Черноборского сельсовета Быховского района Могилёвской области Республики Беларусь.

## Население
- 2010 год — 13 человек